# Adam Gilljam
Adam Gilljam, född 8 juli 1990, är en svensk professionell bandyspelare som för närvarande (2020/2021) spelar i Jenisey HC som anfallare.
Gilljam fostrades i Brobergs IF och har under sin elitkarriär spelat för moderklubben (2006/2007–2011/2012), Hammarby (sedan säsongen 2012/2013 - 2019/2020). Han har blivit svensk mästare med Hammarby 2013.
Gilljam har spelat i landslaget och var med och tog VM-guld 2017.